# Código Napoleônico
O Código Civil Francês (originalmente chamado de Code civil des Français, ou código civil e, posteriormente, chamado de Code Napoléon, ou Código Napoleônico) foi o código civil francês outorgado por Napoleão Bonaparte e que entrou em vigor 21 de março de 1804.
O Código Napoleônico propriamente dito aborda somente questões de direito civil, como as pessoas, os bens e a aquisição de propriedade. Outros códigos foram posteriormente publicados abordando direito penal, direito processual penal e direito comercial. O Código Napoleônico também não tratava como leis e normas deveriam ser elaboradas, o que é matéria para uma Constituição. 
Todavia, o Código Napoleônico não foi o primeiro código legal a ser estabelecido numa nação europeia, tendo sido precedido pelo Codex Maximilianeus bavaricus civilis (Reino da Baviera, 1756), pelo Allgemeines Landrecht (Reino da Prússia, 1792) e pelo Código Galiciano Ocidental (Galícia, à época parte da Áustria, 1797). Embora não tenha sido o primeiro a ser criado, é considerado o primeiro a obter êxito irrefutável e a influenciar os sistemas legais de diversos outros países.
Este Código, propositalmente acessível a um público mais amplo, foi um passo importante para estabelecer o domínio da lei.

## História

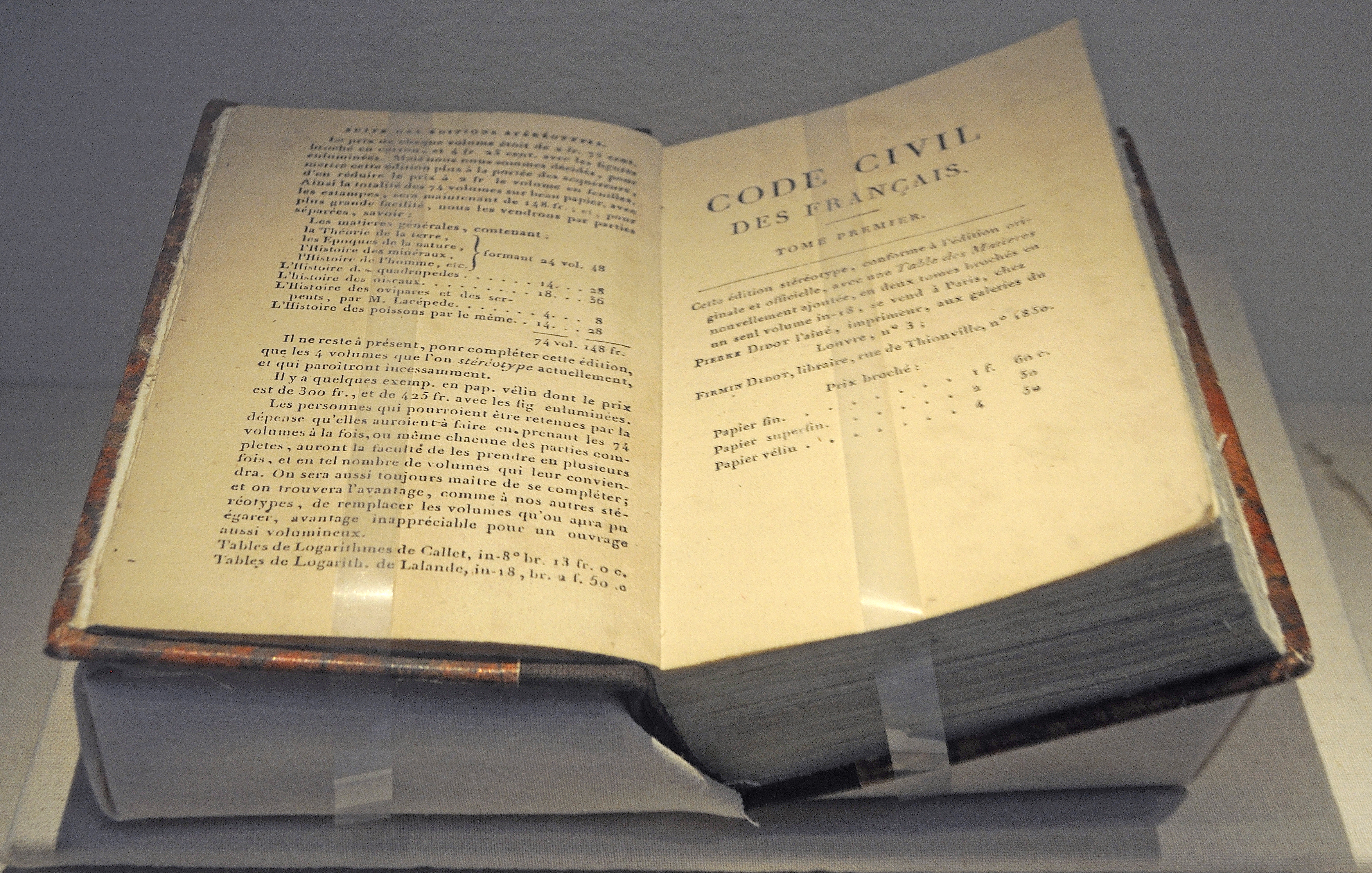
O Código Napoleônico, no Museu Histórico de Palatinate, em Speyer, no sul da Alemanha.

Após a Revolução Francesa, privilégios do Primeiro e Segundo Estado (clero e nobreza) foram abolidos e deram lugar para a igualdade de todos na lei (incluída nos princípios universais de Igualdade, Liberdade e Fraternidade) além de disciplinar importantes áreas do Direito Civil com leis que tratavam sobre o casamento, divórcio e estado civil (1792), herança (1794) e propriedade, hipoteca e transferência de propriedade (1798). Contudo, era necessário ainda realizar uma formulação integral da ordem jurídica, iniciada a partir da Constituição de 1791 que determinou a confecção de um Código Civil comum a todo o país. 
Em 1793, Jean-Jacques-Régis de Cambacérès foi designado para elaborar um código civil que substituísse as diferentes leis usadas em diferentes partes do país no prazo de apenas um mês. Apesar de ter cumprido o prazo, o projeto de 636 artigos de Cambacérès foi rejeitado por ser excessivamente conservador e bastante incompleto, assim como os outros dois projetos apresentados por ele em um período de quatro anos.
Napoleão Bonaparte subiu ao poder em 1799 e, em agosto de 1800 nomeou uma comissão composta por quatro advogados: Trochet, Bigot Du Pémameneu, Portalis e Mavile, sendo os primeiros dois originários do norte, região do Direito costumeiro e os outros dois do sul, região de Direito escrito. O projeto foi concluído em quatro meses, mas foi publicado somente em 21 de março de 1804. Promulgado como Code Civil dês Français ("Código Civil dos Franceses"), foi renomeado para Code Napoléon ("Código Napoleônico") de 1807 até a queda do imperador em 1815, e novamente em 1852, no Segundo Império Francês.
| “ | O que nem a antiga Monarquia nem a Revolução puderam fazer, a energia de um só homem executou, Bonaparte, feito primeiro Cônsul, elaborou o projeto que deu à França o Código Civil há muito prometido e que ele levou a cabo. | ” |

O Code Civil, denominação mais utilizada para o código que se encontra em vigor atualmente, sofreu influência dos costumes, do direito romano, das leis da Revolução Francesa e do Corpus Juris Civilis, possuindo ele 2 281 artigos divididos em um título preliminar e três livros.

### Estrutura do Código
As categorias do Código Napoleônico não foram baseadas nas antigas leis francesas, mas sim no Código Justiniano e mais precisamente nas institutas, onde são expostas noções gerais, definições e classificações. As institutas dividem a lei como a lei das:
1. Pessoas
2. Coisas
3. Ações

Similarmente, o Código Napoleônico divide a lei em lei das:
- Título Preliminar: tratam de assuntos como as regras de publicação e a não retroatividade das leis em geral, contudo, não pode ser considerada uma parte geral.
- Livro Primeiro: pessoas;
- Livro Segundo: bens;
- Livro Terceiro: aquisição de propriedade.

### Características do código

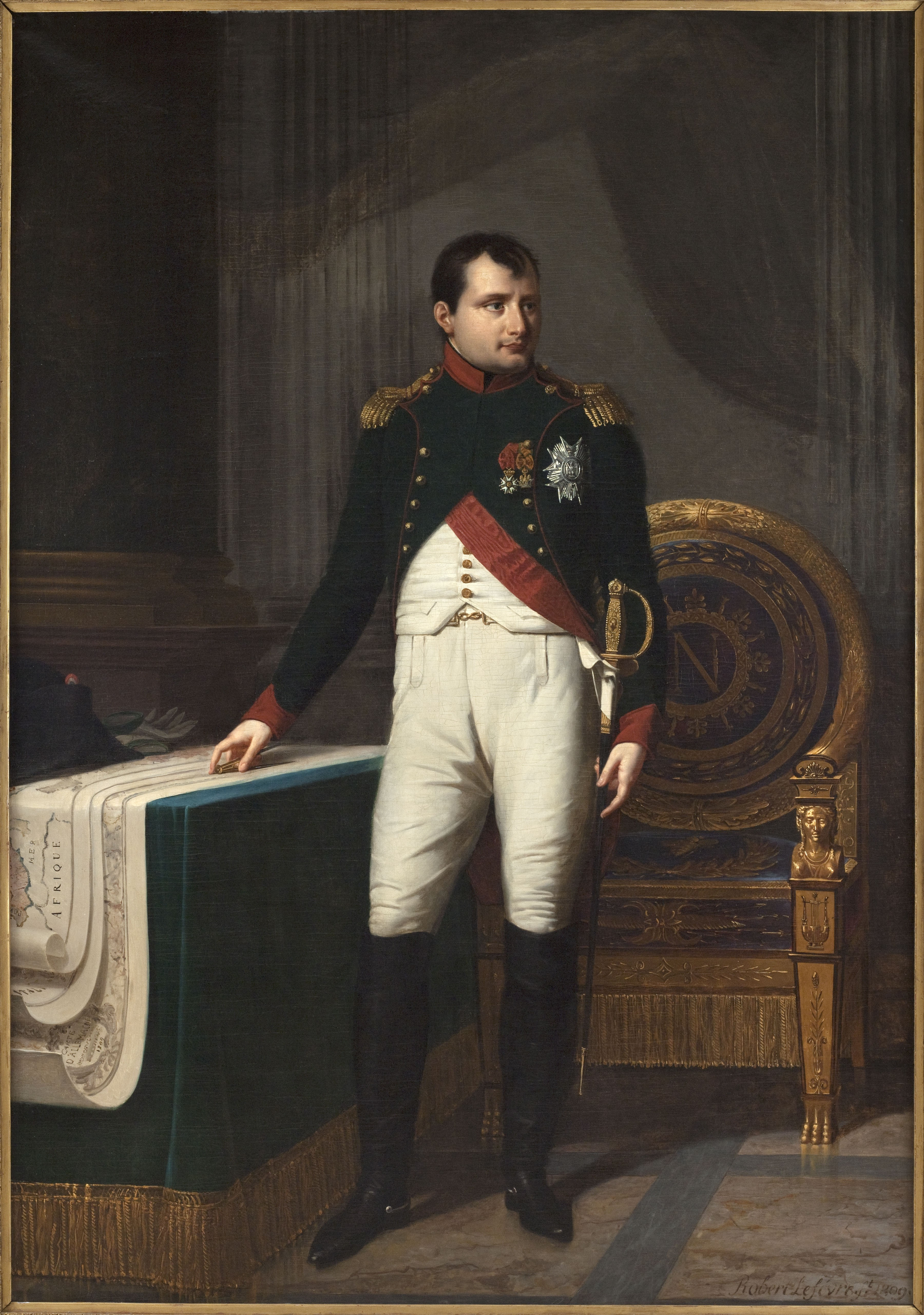
Napoleão Bonaparte, o Imperador dos Franceses de 1804 a 1815.

O desenvolvimento do Código Napoleônico foi fundamental para a mudança da natureza do sistema de leis civis, fazendo com que as leis se tornassem mais claras e acessíveis devido a uma linguagem mais precisa e direta.
Existem três características mais importantes quanto ao conteúdo: a moderação, já que os autores souberam conciliar a tradição do antigo direito francês com as inovações que a Revolução Francesa trouxe; a praticidade do texto, uma vez que os juristas que fizeram essa obra não tinham grandes preocupações filosóficas e objetivavam a aplicação do código no cotidiano das pessoas; e o individualismo (apontada pelos críticos), considerando que a principal preocupação da obra é com os interesses dos proprietários de bens imóveis, deixando de lado questões como os interesses das pessoas jurídicas, das associações e das famílias.

## Códigos em outros países
| “ | Minha verdadeira glória não é ter vencido quarenta batalhas; Waterloo apagará as lembranças de tantas vitórias; o que nada apagará, o que viverá eternamente, é meu código civil. | ” |

Apesar de não ter sido o primeiro, o Código Napoleônico foi o mais influente dos códigos legais. De fato, foi adotado em diversos países sob ocupação napoleônica, formando as bases dos sistemas legais modernos da Itália, dos Países Baixos, da Bélgica, da Espanha, de Portugal e suas antigas colônias.
Outros países sofreram a influência do Código Napoleônico, como Suíça, Alemanha e Áustria. Portanto, o sistema de direito civil dos países europeus — com exceção do Reino Unido, Irlanda, Rússia e países escandinavos — foram inspirados em diferentes graus pelo Código Napoleônico, fazendo dele o maior legado de Napoleão.
O termo "Código Napoleônico" também é usado para se referir a códigos de derivados do código francês, especialmente o código civil do Quebeque. O código civil da Luisiana também traz muitos aspectos do Código Napoleônico, embora se baseie mais no direito romano através de tradições do direito espanhol.